# ガルフストリームパーク競馬場
ガルフストリームパーク競馬場（ガルフストリームパークけいばじょう、Gulfstream Park Racecourse）は、アメリカ合衆国のフロリダ州ハランデールに位置する1/ST社が所有する競馬場である。
アメリカ東海岸の1月から4月の寒い時期の越冬地となるフロリダ州にあり、同時期の主開催の競馬場である。
また東海岸のケンタッキーダービーの前哨戦であるフロリダダービーが開催される事で知られる。
敷地内にはペガサスとドラゴンの巨大な像がある。

## 歴史
- 1939年2月1日 初めてこの地で競馬が開催される。
- 1939年2月4日 経営破綻し閉鎖。
- 1944年 番組変革を行い再開。
- 1952年 第1回フロリダダービーを開催。
- 1989年 第6回ブリーダーズカップを開催。
- 1992年 第9回ブリーダーズカップを開催。
- 1999年 第16回ブリーダーズカップを開催。
- 2003年 第1回サンシャインミリオンズを開催。
- 2006年 競馬場の全面改装工事を実施。
- 2014年 敷地内に「ペガサスとドラゴン」像が建造される。

## コース
- 全コース左回りで本馬場のダートコースは1周1810m、直線290m、芝コースは1周1433mとなっている。
- 2021年3月に芝外周コースをオールウェザー馬場に改修することを発表した[2]。同年9月30日に供用が開始され、これに伴い世界の競馬主要国では初となるダート、芝、オールウェザーの3つをコースを持つ競馬場に変更される。オールウェザーコースでは13F、9F、8.5F、5.5F、5Fの計5つの距離が設定可能となる[3]。

## 主な競走
- サンシャインミリオンズ
  - サンシャインミリオンズフィリー&メアターフステークス
  - サンシャインミリオンズクラシックステークス
  - サンシャインミリオンズスプリントステークス
  - サンシャインミリオンズターフステークス
- ファウンテンオブユースステークス
- フロリダダービー
- プリンセスルーニーステークス[4]
- ペガサスワールドカップデー
  - ペガサスワールドカップ（2017年新設）[5][6]
  - ペガサスワールドカップターフ（2019年新設）[7][8]
  - ペガサスワールドカップフィリー&メアターフ（2022年新設）